# يوباتوريوم
يوباتوريوم (بالإنجليزية: Eupatorium) هو جنس من النباتات المزهرة ينتمي إلى فصيلة النجمية (Asteraceae)، ويضم حوالي 40 إلى 60 نوعًا، تختلف تقديرات عددها بين المصادر. يشمل الجنس نباتات عشبية معمرة تنتشر بشكل رئيسي في أمريكا الشمالية وبعض الأنواع في أوروبا وآسيا.

## الوصف
تتميز نباتات يوباتوريوم بأوراقها المقابلة أو الدائرية وسوقها المنتصبة، وتنتج أزهارًا صغيرة عادة ما تكون بيضاء أو أرجوانية اللون. تزدهر هذه النباتات في البيئات الرطبة مثل المستنقعات وضفاف الأنهار.

## الاستخدامات
تُستخدم بعض أنواع اليوباتوريوم في الطب الشعبي، خاصة لعلاج الحمى ونزلات البرد، ومن أشهرها **Eupatorium perfoliatum** المعروف باسم "عظم المكسور". كما تُزرع بعض الأنواع كنباتات زينة لجمال أزهارها وقدرتها على جذب الفراشات والنحل.

## الأنواع البارزة
- Eupatorium perfoliatum
- Eupatorium purpureum
- Eupatorium japonicum
- Eupatorium fortunei

## الأهمية البيئية
تلعب نباتات يوباتوريوم دورًا مهمًا في النظم البيئية المحلية من خلال جذب الملقحات مثل النحل والفراشات، كما توفر موائل للحشرات الصغيرة.